# Grön praktbagge
Grön praktbagge (Phaenops formaneki) är en art av skalbaggar som beskrevs 1913 av den ryske entomologen Georgij Georgiewitsch Jacobson. Grön praktbagge ingår i släktet Phaenops, och familjen praktbaggar. Arten är reproducerande i Sverige.